# وسترن دیجیتال
شرکت وسترن دیجیتال (WDC) که معمولاً به عنوان وسترن دیجیتال یا WD شناخته می‌شود شرکت آمریکایی تولیدکننده درایو رایانه و ذخیره‌سازی داده است که دفتر مرکزی آن در سن خوزه، کالیفرنیا قرار دارد. این شرکت محصولات فناوری داده، از جمله دستگاه‌های ذخیره‌سازی داده، سیستم‌های مرکز داده و خدمات ذخیره‌سازی ابری را طراحی، تولید و به فروش می‌رساند.
وسترن دیجیتال به عنوان یک سازنده مدارهای مجتمع یا آی‌سی و یک شرکت محصولات ذخیره‌سازی سابقه طولانی در صنعت الکترونیک دارد. این شرکت یکی از بزرگ‌ترین تولیدکنندگان درایو دیسک سخت کامپیوتر همراه با تولید درایوهای حالت جامد و دستگاه‌های حافظه فلش است.

## تاریخچه

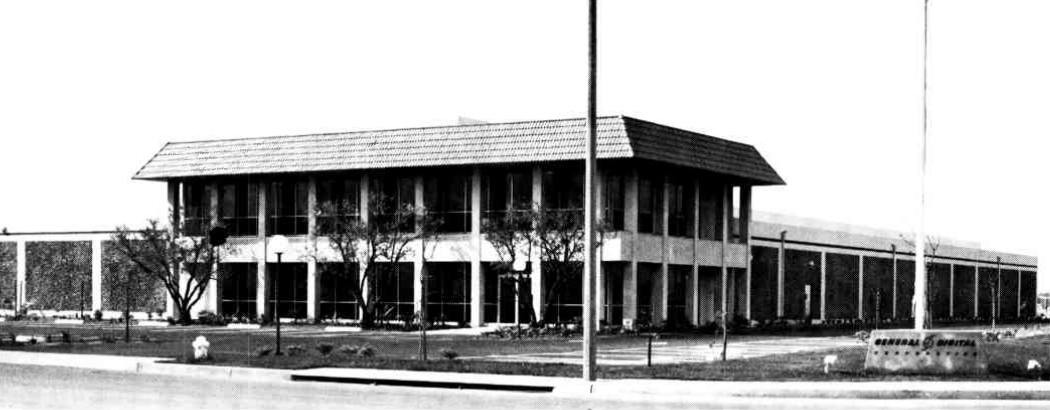
اولین دفتر مرکزی وسترن دیجیتال (سپس جنرال دیجیتال) در نیوپورت بیچ، کالیفرنیا، تصویر در سال ۱۹۷۱

شرکت وسترن دیجیتال، یکی از بزرگ‌ترین تولیدکنندگان تجهیزات ذخیره‌سازی داده در جهان، تاریخچه‌ای طولانی و پر فراز و نشیب دارد. این شرکت در سال ۱۹۷۰ توسط آلوین بی. فیلیپس، یکی از کارمندان سابق شرکت موتورولا، در شهر سانتا آنا، کالیفرنیا تأسیس شد.
وسترن دیجیتال به یکی از بزرگ‌ترین شرکت‌های فناوری تبدیل شد که دفتر مرکزی آن در اورنج کانتی قرار داشت. در ابتدا این شرکت با نام General Digital شروع به کار کرد و در زمینه تولید نیمه‌هادی‌ها و تجهیزات الکترونیکی فعالیت می‌کرد که در ابتدا تولیدکننده تجهیزات تست ماسفت بود، تأسیس شد. در سال ۱۹۷۱ نام شرکت به وسترن دیجیتال تغییر یافت.

### دهه ۱۹۷۰: شروع به کار و تولید نیمه‌هادی‌ها
در دهه ۱۹۷۰، وسترن دیجیتال تمرکز اصلی خود را بر تولید چیپ‌های نیمه‌هادی، به‌ویژه چیپ‌های مدار مجتمع برای محاسبات آنالوگ و تراشه‌های ماشین حساب گذاشت. یکی از محصولات کلیدی شرکت در این دوره، چیپ WD1402A بود که به عنوان اولین پردازنده فرعی محاسباتی (UART) مورد استفاده قرار گرفت. وسترن دیجیتال در این دوره با توجه به موفقیت‌های اولیه‌اش، توانست در بازار نیمه‌هادی‌ها به موفقیت‌های اولیه دست یابد.
تا سال ۱۹۷۵، وسترن دیجیتال بزرگ‌ترین سازنده تراشه‌های ماشین حساب مستقل در جهان بود. بحران نفت در اواسط دهه ۱۹۷۰ و ورشکستگی بزرگ‌ترین مشتری ماشین حساب سرنوشت آن را تغییر داد. با این حال، وسترن دیجیتال در سال ۱۹۷۶ اعلام ورشکستگی کرد. پس از این، امرسون الکتریک حمایت خود از این شرکت را متوقف کرد. چاک میسلر در ژوئن ۱۹۷۷ به عنوان رئیس و مدیر اجرایی وسترن دیجیتال پیوست و بزرگ‌ترین سهامدار وسترن دیجیتال شد.
در سال ۱۹۷۳، وسترن دیجیتال کارخانه خود را در مالزی تأسیس کرد که در ابتدا برای تولید نیمه هادی‌ها مورد استفاده قرار می‌گرفت. وسترن دیجیتال اواخر دهه ۱۹۷۰ چندین محصول از جمله CPU چند تراشه ای MCP-1600 با میکروکد را معرفی کرد. با این حال، مدار مجتمع وسترن دیجیتال که ادغام وسترن را به جلو هدایت کرد FD1771 بود.

### دهه ۱۹۸۰: ورود به صنعت ذخیره‌سازی

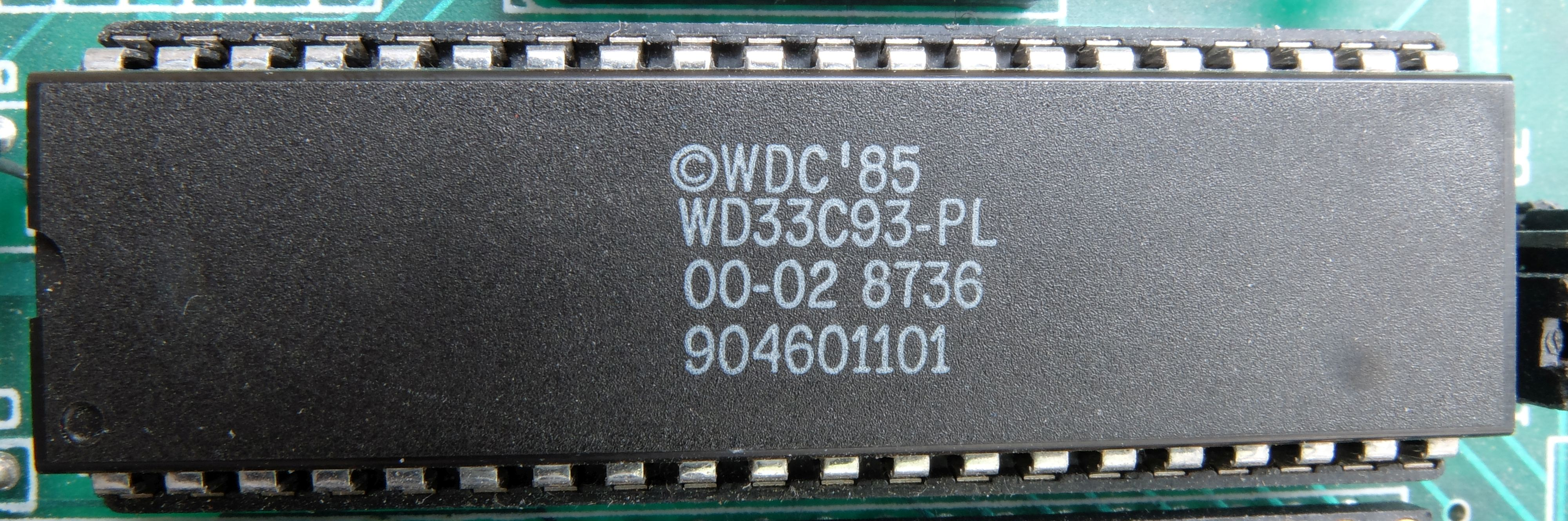
رابط SCSI تک تراشه WD33C93

در اواخر دهه ۱۹۷۰ و اوایل دهه ۱۹۸۰، وسترن دیجیتال تصمیم به تغییر استراتژی گرفت و وارد صنعت ذخیره‌سازی داده‌ها شد. در این دوره، با خرید چند شرکت و سرمایه‌گذاری در فناوری‌های ذخیره‌سازی، این شرکت اولین کنترلرهای هارد دیسک (HDD) خود را تولید کرد. کنترلرهای WD1003 که برای کامپیوترهای آی‌بی‌ام طراحی شده بودند، به عنوان استانداردی برای کنترلرهای HDD شناخته شدند و وسترن دیجیتال به یکی از تأمین‌کنندگان اصلی کنترلرهای هارد دیسک تبدیل شد. در سال ۱۹۸۳، قراردادی را برای ارائه کنترلرهای IBM برای کامپیوتر شخصی IBM/AT برنده شدند. کنترلر، WD1003، از سال ۱۹۸۶ پایه و اساس رابط واسط الکترونیکی یکپارچه دیسک‌گردان (ATA) شد که همراه با بخش MPI کامپک و شرکت کنترل دیتا که اکنون متعلق به سیگیت است توسعه یافت. در بیشتر دهه ۱۹۸۰، خانواده کنترل‌کننده‌های مبتنی بر WD1003 بخش عمده‌ای از درآمدها و سود وسترن دیجیتال را تأمین می‌کردند و برای مدتی رشد شرکت‌های بزرگی را ایجاد کردند.
بخش عمده ای از اواسط تا اواخر دهه ۱۹۸۰ شاهد تلاش وسترن دیجیتال برای استفاده از سود کنترل‌کننده‌های ذخیره‌سازی ATA برای تبدیل شدن به یک تأمین کننده سخت‌افزار OEM همه منظوره برای صنعت رایانه شخصی بود. در نتیجه، وسترن دیجیتال تعدادی از شرکت‌های سخت‌افزاری را خریداری کرد. در سال ۱۹۸۶، آنها میانجی سامانه رایانه‌ای کوچک (SCSI) تک تراشه ای WD33C93 را معرفی کردند. در سال ۱۹۸۷ آنها WD37C65 را معرفی کردند.
در ۱۹۸۸، وسترن دیجیتال دارایی‌های تولید هارد دیسک سازنده سخت‌افزار رایانه شخصی شرکت تاندون را خریداری کرد. اولین محصولات آن اتحادیه تحت نام خود وسترن دیجیتال بود.

### دهه ۱۹۹۰: گسترش تولید هارد دیسک

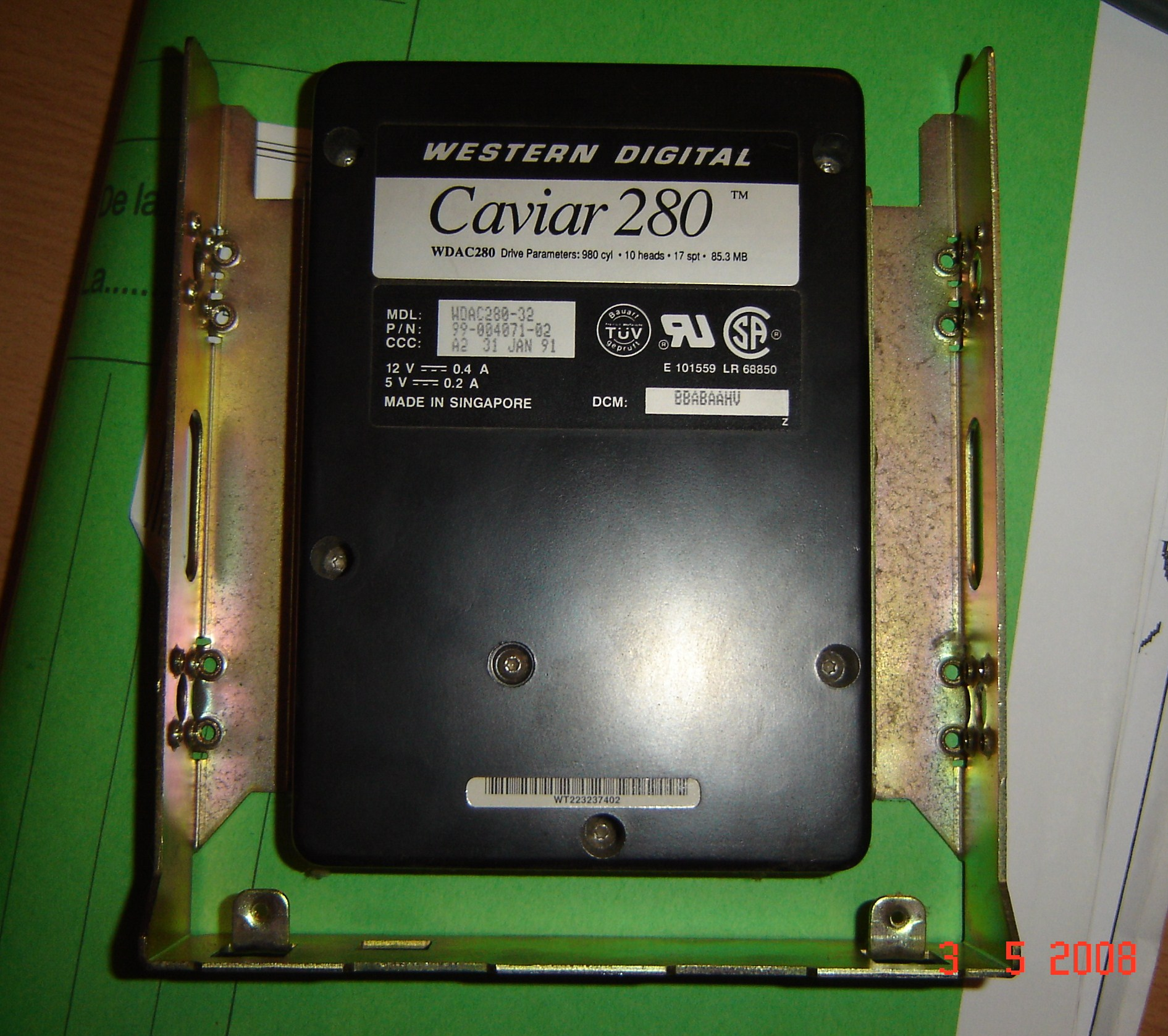
وسترن دیجیتال خاویار ۸۰ مگابایت (شماره مدل WDAC280-32)، برای رایانه‌های رومیزی

در دهه ۱۹۹۰، وسترن دیجیتال به تولید هارد دیسک‌های داخلی (HDD) برای کامپیوترهای شخصی و سرورها روی آورد. این دوره با معرفی سری محبوب Caviar، که یکی از موفق‌ترین محصولات هارد دیسک وسترن دیجیتال بود، همراه شد. این سری هارد دیسک‌ها با عملکرد بالا و قیمت مناسب، بازار کامپیوترهای شخصی را تحت تأثیر قرار داد و وسترن دیجیتال را به عنوان یکی از پیشروهای این صنعت مطرح کرد.
در سال ۱۹۹۱، همه چیز شروع به کند شدن کرد، زیرا صنعت رایانه‌های شخصی از درایوهای ST-506 و ESDI به ATA و SCSI منتقل شد و بنابراین بردهای کنترل‌کننده هارد دیسک کمتری خریداری شد. در نهایت، فروش موفق درایوهای خاویار باعث شد که وسترن دیجیتال شروع به فروش برخی از بخش‌های خود کند.
بخش Paradise به فیلیپس فروخته شد. بخش‌های کنترل‌کننده درایوهای شبکه و فلاپی آن به SMC Networks و تجارت تراشه‌های SCSI آن به Future Domain و بعداً توسط اداپتک رهبر بازار خریداری شد. در حوالی سال ۱۹۹۵، پیشروی تکنولوژیکی که درایوهای خاویار از آن برخوردار بودند، با ارائه‌های جدیدتر شرکت‌های دیگر، به‌ویژه کوانتوم کورپوریشن، تحت الشعاع قرار گرفت و وسترن دیجیتال به رکود افتاد.
در سال ۱۹۹۴، وسترن دیجیتال شروع به تولید هارد دیسک در کارخانه خود در مالزی کرد که ۱۳۰۰۰ نفر در آن مشغول به کار بودند.
درایوهای وسترن دیجیتال بیشتر از محصولات رقیب عقب افتادند و کیفیت آن‌ها شروع به کاهش کرد. در تلاش برای تغییر این روند در سال ۱۹۹۸، وسترن دیجیتال از آی‌بی‌ام کمک گرفت. این قرارداد به وسترن دیجیتال حق استفاده از فناوری‌های خاص IBM، از جمله مغنامقاومت غولپیکر و دسترسی به امکانات تولید آی‌بی‌ام را داد. نتیجه آن خط تولید درایوهای Expert بود که در اوایل سال ۱۹۹۹ معرفی شد. وسترن دیجیتال بعداً روابط خود را با IBM قطع کرد.

### دهه ۲۰۰۰: نوآوری و رقابت در بازار ذخیره‌سازی

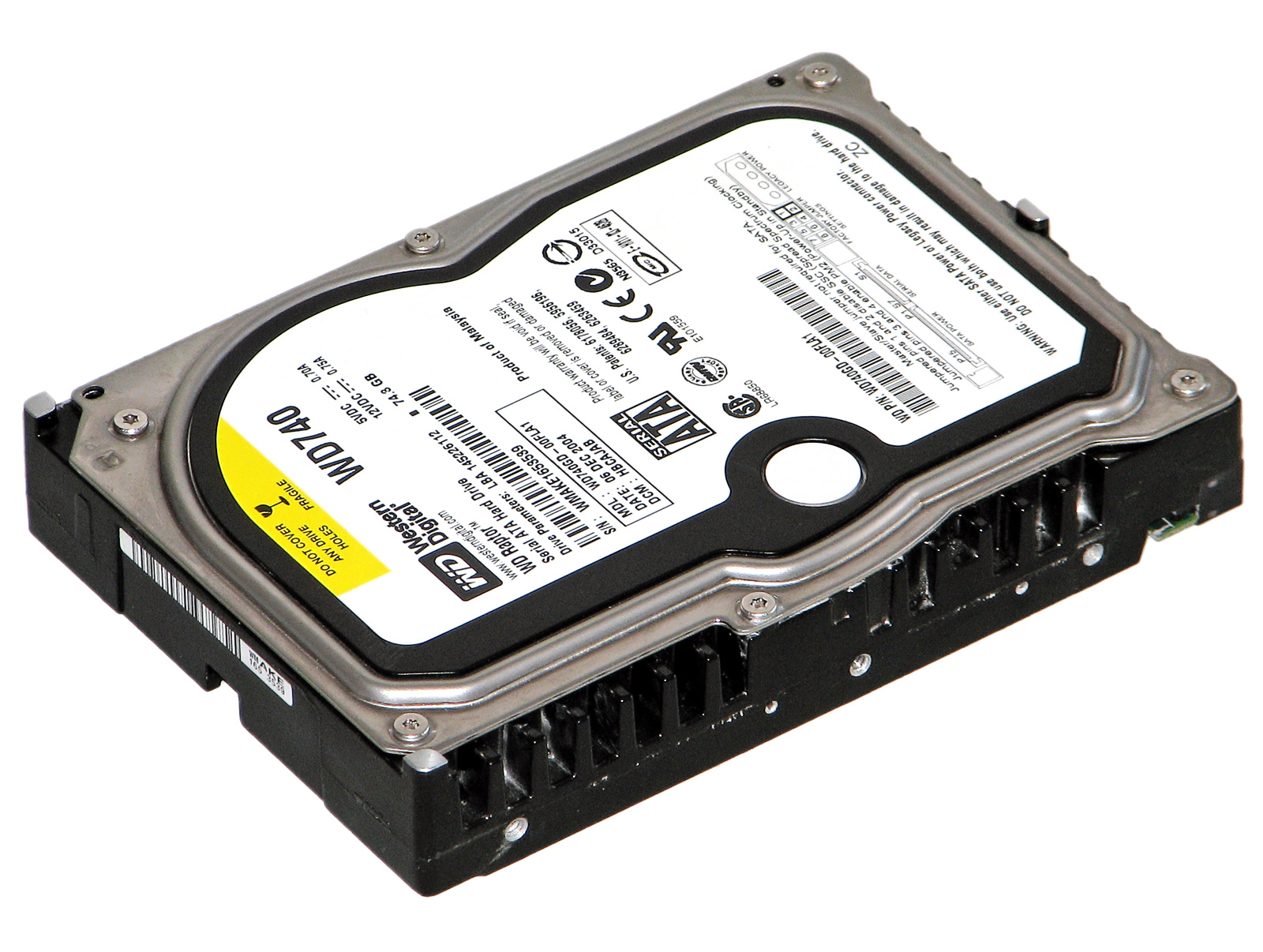
وسترن دیجیتال WD740GD 74 گیگابایت رپتور، هارد دیسک ۳٫۵ اینچی با سرعت ۱۰۰۰۰ دور در دقیقه

در دهه ۲۰۰۰، وسترن دیجیتال به رقابت شدید با شرکت‌هایی مانند سیگیت و هیتاچی پرداخت. در این دهه، وسترن دیجیتال با تمرکز بر افزایش ظرفیت هارد دیسک‌ها و کاهش هزینه‌ها، محصولات جدیدی را به بازار معرفی کرد. سری‌های WD Blue, WD Black, WD Red و WD Green از جمله محصولات موفق این دوره بودند که هرکدام برای کاربردهای مختلف مانند استفاده عمومی، سرورها، ذخیره‌سازهای شبکه (NAS) و مصرف انرژی بهینه طراحی شدند.
در سال ۲۰۰۱، وسترن دیجیتال اولین سازنده ای شد که درایوهای هارد دیسک اصلی ATA را با ۸ مگابایت بافر دیسک ارائه کرد. در آن زمان، اکثر درایوهای هارد دیسک دسکتاپ دارای ۲ مگابایت بافر بودند. وسترن دیجیتال این مدل‌های ۸ مگابایتی را به‌عنوان «نسخه ویژه» برچسب‌گذاری کرد و آنها را با کد JB متمایز کرد. در سال ۲۰۰۳، وسترن دیجیتال اکثر دارایی‌های شرکت Read-Rite که یک شرکت پیشرو در بازار یک بار ورشکسته شده بود را به قیمت ۹۵ میلیون دلار خریداری کرد.
در سال ۲۰۰۴، وسترن دیجیتال لوگوی خود را برای اولین بار از سال ۱۹۹۷ با طراحی لوگوی جدید با تمرکز بر حروف اول شرکت ("WD") بازطراحی کرد. در سال ۲۰۰۶، وسترن دیجیتال خط تولید انبوه هارد دیسک‌های اکسترنال My Book خود را معرفی کرد که دارای طراحی جمع و جور کتاب مانند هستند.

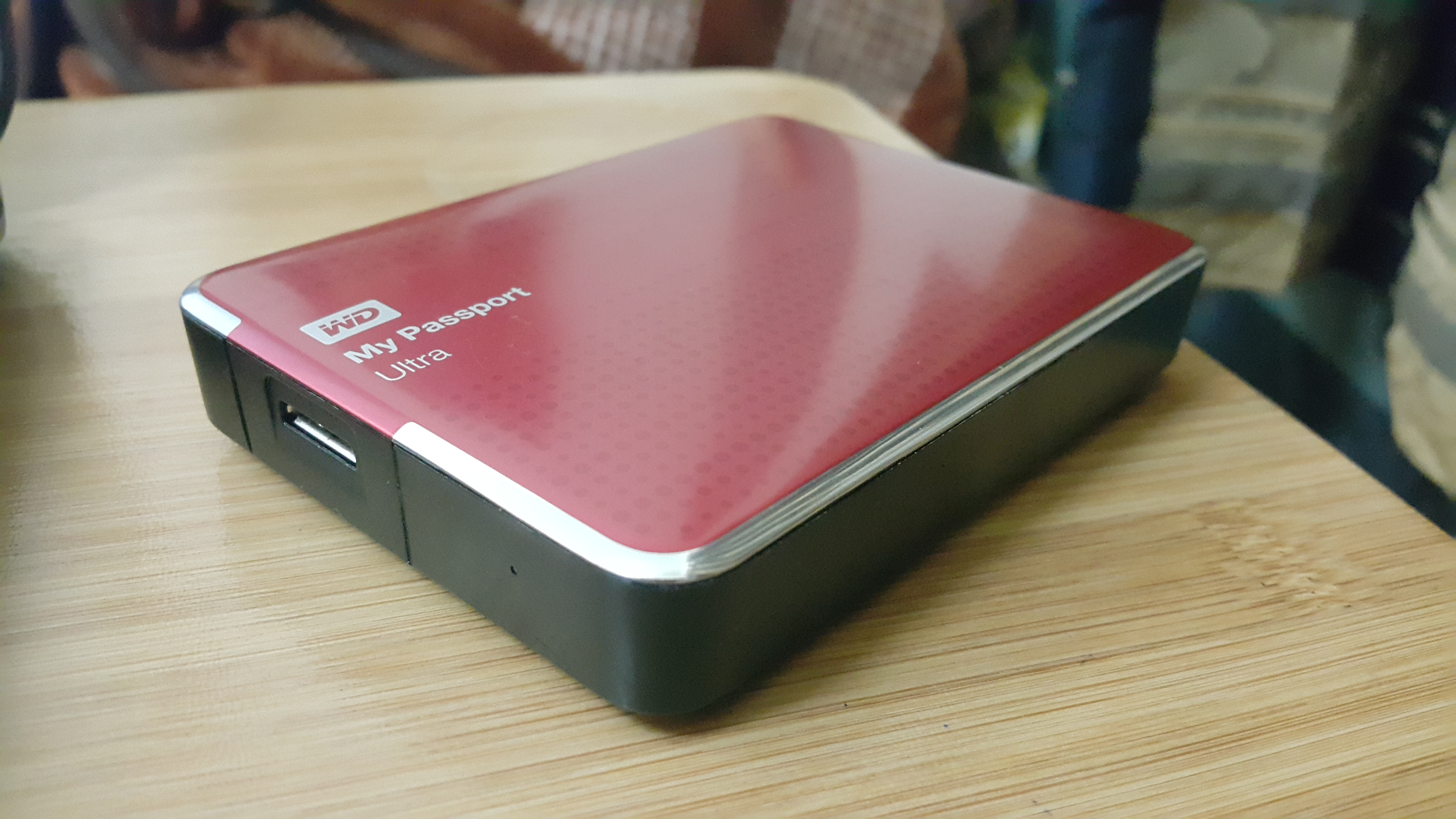
مای پاسپورت با فضای ذخیره‌سازی ۲ ترابایت

در سال ۲۰۰۷، وسترن دیجیتال سازنده رسانه‌های مغناطیسی کومگ را خریداری کرد. همچنین در همان سال، وسترن دیجیتال از فناوری ضبط عمود بر خط درایوهای نوت بوک و دسکتاپ خود استفاده کرد. وسترن دیجیتال همچنین شروع به تولید طیف درایوهای GP (قدرت سبز) کارآمد کرد. در سال ۲۰۰۷، وسترن دیجیتال درایو WD GP را اعلام کرد که سرعت چرخش آن "بین ۷۲۰۰ تا ۵۴۰۰ دور در دقیقه" بود.
در ۲۱ آوریل ۲۰۰۸، وسترن دیجیتال نسل بعدی هارد دیسک‌های سری SATA WD Raptor با سرعت ۱۰۰۰۰ دور در دقیقه را معرفی کرد. درایوهای جدید که WD VelociRaptor نام گرفتند دارای ظرفیت ۳۰۰ گیگابایت و صفحات ۲٫۵ اینچی (۶۴ میلی‌متر) محصور در IcePack، یک قاب نصب شده ۳٫۵ اینچی (۸۹ میلی‌متر) با هیت سینک داخلی هستند. وسترن دیجیتال گفت که درایوهای جدید ۳۵ درصد سریعتر از نسل قبلی هستند.
در ۲۷ ژانویه ۲۰۰۹، وسترن دیجیتال اولین هارد دیسک داخلی ۲ ترابایتی را معرفی کرد. در ۳۰ مارس ۲۰۰۹، آنها با خرید سیلیکون سیستم (Siliconsystems, Inc)، وارد بازار درایوهای حالت جامد شدند. این خرید ناموفق بود و تعداد کمی از آن‌ها تولید شد. سال‌ها بعد تمام محصولات ذخیره‌سازی حالت جامد مبتنی بر طراحی این شرکت شامل خانواده‌های درایو حالت جامد و کارت‌های حافظه SiliconEdge و SiliconDrive متوقف شد اما اختراعات آن بعداً در توسعه سایر محصولات ذخیره‌سازی حالت جامد دیگر مورد استفاده قرار گرفت. در اکتبر ۲۰۰۹، وسترن دیجیتال اولین هارد دیسک داخلی ۳ ترابایتی را معرفی کرد که دارای تراکم ۷۵۰ گیگابایت در هر پلاتر با رابط SATA است.

### دهه ۲۰۱۰: خریدهای استراتژیک و ورود به دنیای درایو حالت جامد

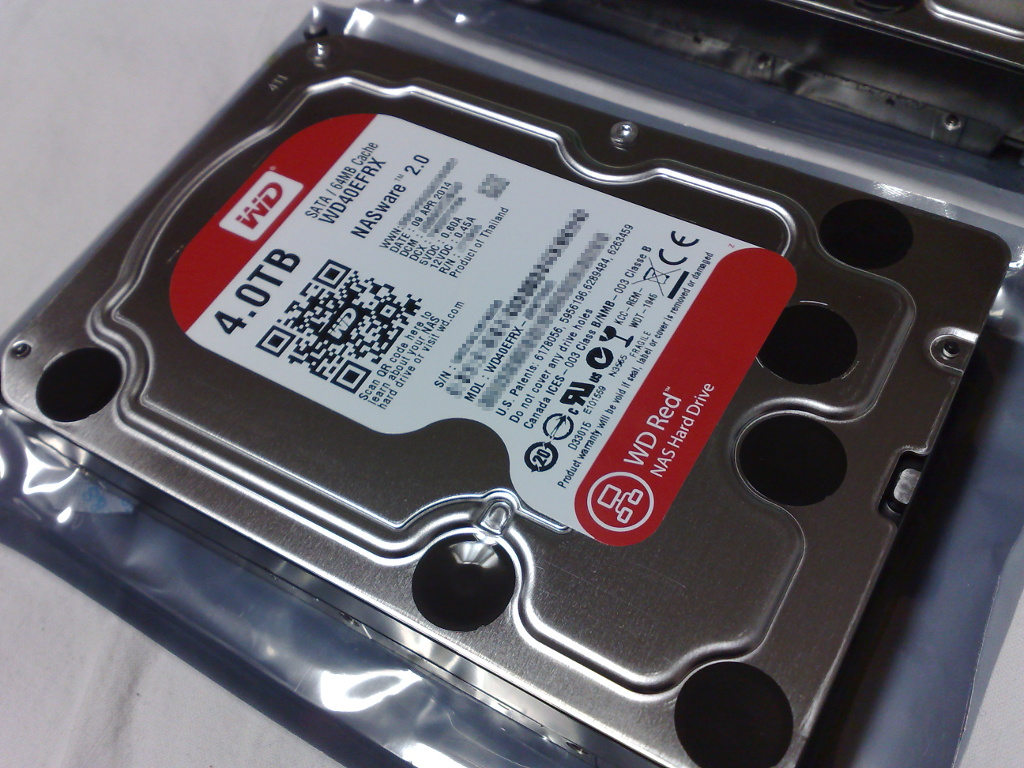
وسترن دیجیتال "قرمز" ۴ ترابایت، یک هارد ۳٫۵ اینچی SATA بهینه شده توسط NAS

در دهه ۲۰۱۰، وسترن دیجیتال با خرید شرکت HGST (شرکت ذخیره‌سازی Hitachi) و سپس خرید شرکت SanDisk، به بازار حافظه‌های فلش و درایو حالت جامد (SSD) وارد شد. این خریدها به وسترن دیجیتال اجازه داد تا فناوری‌های جدیدی را در حوزه ذخیره‌سازی به دست آورد و وارد بازار درایو حالت جامد شود. این استراتژی باعث شد وسترن دیجیتال به یکی از برترین تولیدکنندگان درایو حالت جامد در کنار درایو دیسک سخت (HDD) تبدیل شود و از فناوری‌های NAND و 3D NAND در محصولات خود استفاده کند.
در سال ۲۰۱۱، وسترن دیجیتال یک مرکز تحقیق و توسعه در کارخانه خود در مالزی با هزینه ۱٫۲ میلیارد دلار آمریکا تأسیس کرد. در مارس ۲۰۱۲، وسترن دیجیتال خرید HGST را تکمیل کرد و به بزرگ‌ترین تولیدکننده هارد دیسک سنتی در جهان تبدیل شد. در می ۲۰۱۲ وسترن دیجیتال دارایی‌های خود را برای تولید و فروش هارد دیسک‌های ۳٫۵ اینچی خاص برای بازارهای دسکتاپ و لوازم الکترونیکی مصرفی به توشیبا، در ازای یکی از کارخانه‌های هارد ۲٫۵ اینچی خود در تایلند، واگذار کرد.
در اکتبر ۲۰۱۵، وزارت بازرگانی چین طی تصمیمی به این شرکت اجازه داد که HGST را در تجارت اصلی خود ادغام کند، اما با این شرط که برند HGST و تیم فروش آن را حفظ کند. دو سال بعد در سال ۲۰۱۸ این برند کنار گذاشته شد و از آن زمان تاکنون، تمام محصولات با برند HGST فقط با نام وسترن دیجیتال تولید می‌شوند. در می ۲۰۱۶، وسترن دیجیتال سن‌دیسک را به مبلغ ۱۹ میلیارد دلار خریداری کرد. در تابستان ۲۰۱۷، وسترن دیجیتال مجوز نرم‌افزار فیوژن-یو را داد. در سال ۲۰۱۶، کارخانه مالزی خود را تعطیل کرد.
در آوریل ۲۰۱۷، وسترن دیجیتال دفتر مرکزی خود را از ایروین، کالیفرنیا به سن خوزه، کالیفرنیا منتقل کرد. در آگوست ۲۰۱۷، وسترن دیجیتال، ارائه‌دهنده ذخیره‌سازی ابری Upthere را خریداری کرد تا به ساخت این سرویس ادامه دهد. در سپتامبر ۲۰۱۷، وسترن دیجیتال شرکت Tegile Systems، سازنده آرایه‌های ذخیره‌سازی حافظه فلش را خریداری کرد. وسترن دیجیتال Tegile را به IntelliFlash تغییر نام داد و آن را در سپتامبر ۲۰۱۹ به DataDirect Networks فروخت. در اکتبر ۲۰۱۷، وسترن دیجیتال اولین هارد ۱۴ ترابایتی جهان را معرفی کرد. در دسامبر ۲۰۱۷، وسترن دیجیتال با توشیبا در مورد فروش تأسیسات تولید مشترک NAND در ژاپن به توافق رسید.
در ژوئیه ۲۰۱۸، وسترن دیجیتال برنامه خود را برای بستن کارخانه تولید دیسک سخت خود در کوالالامپور اعلام کرد و تنها با دو مرکز تولید درایو دیسک سخت در تایلند باقی ماند. در این سال از نظر درآمد در رتبه ۱۵۸ در فورچون ۵۰۰ از بزرگ‌ترین شرکت‌های ایالات متحده قرار گرفت.
در ژوئن ۲۰۱۹، کیوشیا با قطع برق در یکی از کارخانه‌های خود در یوکایچی ژاپن مواجه شد که منجر به از دست رفتن حداقل ۶ اگزابایت حافظه فلش شد و برخی منابع میزان خسارت را تا ۱۵ اگزابایت تخمین زدند. وسترن دیجیتال از امکانات کیوشیا برای ساخت تراشه‌های حافظه فلش خود استفاده کرد.

### دهه ۲۰۲۰
در ۱۶ می ۲۰۲۴، وسترن دیجیتال اولین هارد دیسک اکسترنال ۶ ترابایتی جهان را در ۲٫۵ اینچ معرفی کرد.

## محصولات
محصولات شرکت وسترن دیجیتال به چندین دسته مختلف تقسیم می‌شوند که هر کدام برای کاربری‌ها و نیازهای متنوعی طراحی شده‌اند. این محصولات شامل انواع هارد دیسک‌های داخلی و خارجی، درایوهای SSD، ذخیره‌سازهای تحت شبکه (NAS) و دیگر تجهیزات ذخیره‌سازی داده است. وسترن دیجیتال همچنین محصولات microSD و حافظه اس‌دی را فقط برای کاربردهای خودرویی و صنعتی در اختیار تولیدکننده تجهیزات اصلی قرار می‌دهد.

### دستگاه‌های ذخیره‌سازی
وسترن دیجیتال، برخی از دستگاه‌های ذخیره‌سازی را بر اساس کاربرد مورد نظرشان کد رنگ داده است:
| رنگ/برند | رنگ/برند      | مورد استفاده                        | طول ضمانت HDD                     |
| -------- | ------------- | ----------------------------------- | --------------------------------- |
|          | WD Green      | درایوهای سازگار با محیط زیست        | ۲ سال                             |
|          | WD Blue       | درایوهای دسکتاپ عمومی               | ۲ سال                             |
|          | WD بنفش       | درایوهای نظارتی                     | ۳ سال                             |
|          | WD Purple Pro | درایوهای نظارتی                     | ۵ سال                             |
|          | WD Red        | درایوهای ذخیره‌سازی متصل به شبکه     | ۳ سال                             |
|          | WD Red Plus   | درایوهای ذخیره‌سازی متصل به شبکه     | ۳ سال                             |
|          | WD Red Pro    | درایوهای ذخیره‌سازی متصل به شبکه     | ۵ سال                             |
|          | WD_ BLACK     | درایوهای دسکتاپ با کارایی بالا/بازی | ۵ سال                             |
|          | WD Gold       | درایوهای سازمانی                    | ۵ سال                             |
|          | WD Ultrastar  | درایوهای مرکز داده                  | ۵ سال                             |
|          | استفاده داخلی | درایوهای USB خارجی                  | ۲ تا ۳ سال (همراه با محفظه درایو) |

درایوهای سبز کم مصرف بود ه و در حال حاضر فقط به صورت SSD در دسترس هستند. سری سبز HDD در سال ۲۰۱۵ متوقف شد و با سری آبی ادغام شد. هارد دیسک‌های بنفش برای کارهایی سنگین ه عنوان مثال، برنامه‌های امنیتی مثل ضبط ویدئو طراحی شده‌اند. ب. این درایوها دارای فناوری AllFrame هستند که تلاش می‌کند از دست دادن فریم ویدیو، بازیابی خطای محدود به زمان و پشتیبانی از مجموعه دستور پخش ATA را کاهش دهد.
دسته‌بندی‌ها محصولات این شرکت عبارتند از:

#### هارد دیسک‌های داخلی
این دسته از محصولات شامل درایو دیسک سخت است که به‌طور گسترده در کامپیوترهای شخصی، سرورها و سیستم‌های ذخیره‌سازی استفاده می‌شود. سری‌های مختلف این هارد دیسک‌ها برای نیازهای متفاوت طراحی شده‌اند:
- WD Blue: این سری هارد دیسک‌ها برای کاربران عمومی طراحی شده و مناسب برای کامپیوترهای شخصی و سیستم‌های معمولی هستند. ویژگی اصلی این سری، تعادل بین عملکرد و قیمت مناسب است.
- WD Black: این سری به‌طور خاص برای گیمرها و کاربران حرفه‌ای که نیاز به سرعت و عملکرد بالاتر دارند، طراحی شده است که دارای سرعت بالا و ظرفیت‌های متنوعی است و برای بارهای کاری سنگین مناسب است.
- WD Red: این سری مخصوص سیستم‌های ذخیره‌سازی تحت شبکه (NAS) طراحی شده است. هارد دیسک‌های سری قرمز قابلیت استفاده ۲۴/۷ را دارند و برای حجم کاری بالا و چند کاربره بهینه‌سازی شده‌اند.
- WD Purple: این سری برای سیستم‌های نظارت تصویری و ذخیره‌سازی ویدئو از دوربین‌های امنیتی بهینه شده است که برای ضبط مداوم و بدون وقفه طراحی شده است.
- WD Gold: این سری برای کاربردهای حرفه‌ای و سرورها در دیتاسنترها طراحی شده است. هارد دیسک‌های طلایی دارای عملکرد بالا و دوام طولانی هستند و برای محیط‌های کاری سنگین و نیازمند به ظرفیت‌های بالا مناسب‌اند.

#### هارد دیسک‌های اکسترنال
وسترن دیجیتال همچنین درایو دیسک سخت را با نام تجاری WD با خانواده محصولاتی به نام My Passport , My Book , WD Elements و Easystore تولید می‌کند. هارد دیسک‌های اکسترنال وسترن دیجیتال برای ذخیره‌سازی و انتقال داده‌ها به‌صورت قابل حمل یا برای بکاپ‌گیری طراحی شده‌اند. گزارش شده است که هارد دیسک‌های خارجی وسترن دیجیتال با نرم‌افزار رمزگذاری (که با نام تجاری My Passport فروخته می‌شوند) دارای نقص‌های شدید حفاظت از داده‌ها هستند و به راحتی رمزگشایی می‌شوند. برخی از سری‌های محبوب عبارتند از:
- My Passport: این سری از هارد دیسک‌های اکسترنال جمع‌وجور و سبک هستند و برای کاربران عادی و حمل‌ونقل داده‌ها مناسب‌اند. ویژگی بارز مای پاسپورت امنیت بالا، رمزگذاری سخت‌افزاری و قابلیت تهیه پشتیبان است.
- My Book: این سری برای ذخیره‌سازی داده‌های حجیم طراحی شده و به‌طور خاص برای تهیه بکاپ و ذخیره اطلاعات حساس مناسب است. ظرفیت بالای این هارد دیسک‌ها و امنیت قوی از ویژگی‌های مهم آن‌هاست.
- WD Elements: سری WD Elements یکی از محصولات مقرون‌به‌صرفه وسترن دیجیتال است که عملکرد پایه‌ای و قابلیت ذخیره‌سازی بالا را در اختیار کاربران قرار می‌دهد. این سری مناسب برای استفاده شخصی و انتقال داده‌ها است.

#### درایوهای حالت جامد
درایوهای حالت جامد شرکت وسترن دیجیتال با سرعت بالا و مصرف انرژی کم جایگزین مناسبی برای هارد دیسک‌های سنتی هستند. سری‌های مختلفی از درایوهای SSD توسط وسترن دیجیتال تولید می‌شود که هر یک برای کاربردهای خاصی طراحی شده‌اند:
- WD Blue SSD: این سری از درایوها برای ارتقاء کامپیوترهای شخصی و بهبود عملکرد سیستم‌ها طراحی شده است. با سرعت بالا و قیمت مناسب، WD Blue SSD انتخاب خوبی برای کاربران عمومی است.
- WD Black SN850: این درایوهای SSD با سرعت بسیار بالا و عملکرد برتر برای گیمرها و کاربران حرفه‌ای که نیاز به سرعت فوق‌العاده برای بارگذاری بازی‌ها و نرم‌افزارهای سنگین دارند، طراحی شده‌اند. این سری از تکنولوژی PCIe Gen4 پشتیبانی می‌کند که سرعت خواندن و نوشتن بسیار بالایی را فراهم می‌کند.
- WD Green SSD: این سری از SSDها با قیمت مناسب‌تر و مصرف انرژی کمتر برای کاربران عمومی و اداری طراحی شده است که به دنبال بهبود عملکرد سیستم‌های قدیمی خود با هزینه کم هستند.

#### ذخیره‌سازهای تحت شبکه (NAS Storage)
وسترن دیجیتال چندین سری از ذخیره‌سازهای تحت شبکه (NAS) را برای کاربران خانگی و حرفه‌ای ارائه می‌دهد. این محصولات برای ذخیره‌سازی، پشتیبان‌گیری و به اشتراک‌گذاری داده‌ها در شبکه‌های محلی یا اینترنت طراحی شده‌اند. در سپتامبر ۲۰۱۵، وسترن دیجیتال سیستم عامل مای کلود ۳ را منتشر کرد، پلتفرمی که هارد دیسک‌های متصل را قادر می‌سازد بین رایانه‌های شخصی و دستگاه‌های تلفن همراه همگام شوند.
- My Cloud: سری مای کلود از ذخیره‌سازهای تحت شبکه وسترن دیجیتال به کاربران این امکان را می‌دهد که یک فضای ابری شخصی ایجاد کرده و از هر نقطه‌ای به داده‌های خود دسترسی داشته باشند. این محصولات به کاربران اجازه می‌دهند که فایل‌ها، عکس‌ها، ویدئوها و دیگر داده‌های خود را به‌صورت ایمن در شبکه خانگی یا اداری ذخیره و به اشتراک بگذارند. مای کلود به عنوان راهکاری ساده و کارآمد برای پشتیبان‌گیری و دسترسی از راه دور به داده‌ها شناخته می‌شود.
- My Cloud Home: این نسخه از مای کلود برای استفاده خانگی طراحی شده و به کاربران اجازه می‌دهد که داده‌های خود را به‌راحتی از طریق اپلیکیشن‌های موبایل و دسکتاپ به اشتراک بگذارند. این سری به‌طور خودکار پشتیبان‌گیری می‌کند و برای استفاده کاربران عادی و خانواده‌ها مناسب است.
- My Cloud EX و PR: این سری از ذخیره‌سازهای NAS به‌طور خاص برای کاربران حرفه‌ای، عکاسان، ویدئوسازان و کسب‌وکارهای کوچک طراحی شده است. این محصولات قابلیت پشتیبانی از چندین کاربر به‌صورت همزمان را دارند و با داشتن پردازنده‌های قوی و حافظه بالا، امکان ذخیره و پردازش داده‌های حجیم را فراهم می‌کنند.

#### حافظه‌های فلش و کارت‌های حافظه
با خرید شرکت سن‌دیسک، وسترن دیجیتال به یکی از بزرگ‌ترین تولیدکنندگان حافظه‌های فلش و کارت‌های حافظه تبدیل شد. این محصولات شامل انواع کارت‌های اس دی، میکرو اس دی، و فلش درایوهای یو اس بی هستند که در زمینه‌های مختلف از عکاسی حرفه‌ای تا استفاده در تلفن‌های همراه و دستگاه‌های دیجیتالی دیگر کاربرد دارند.
خانواده محصولات SanDisk iXpand، از جمله درایو فلش iXpand، به‌طور خاص برای استفاده آی‌فون و آی‌پد اپل ساخته شده است. کارت ۴۰۰ گیگابایتی عمدتاً برای استفاده در گوشی‌های هوشمند اندرویدی هستند.
- SanDisk Extreme: این سری از کارت‌های حافظه و فلش درایوها برای عکاسان حرفه‌ای و ویدئوسازان طراحی شده که نیاز به سرعت بالای خواندن و نوشتن برای ثبت تصاویر و ویدئوهای ۴کی و ۱۰۸۰پی دارند.
- SanDisk Ultra: این سری برای کاربران عادی و روزمره طراحی شده و گزینه‌ای مقرون‌به‌صرفه برای افرادی است که به دنبال ذخیره‌سازی مطمئن و باکیفیت برای استفاده در گوشی‌های هوشمند، تبلت‌ها و دوربین‌ها هستند.

تحت نام تجاری SanDisk Professional، وسترن دیجیتال محصولات HDD, SSD، پلتفرم‌ها و سیستم‌هایی را ارائه می‌کند که به‌طور خاص برای حرفه‌ای‌ها طراحی شده‌اند. این شرکت با اپل، اتموس، و اینتل همکاری دارد.

#### ذخیره‌سازی سازمانی
وسترن دیجیتال همچنین راهکارهای ذخیره‌سازی برای شرکت‌ها و دیتاسنترها ارائه می‌دهد. این محصولات شامل هارد دیسک‌های ظرفیت بالا و SSDهای سریع برای استفاده در سرورها و دیتاسنترها است.
- Ultrastar HDD و SSD: این سری از محصولات برای دیتاسنترها و کسب‌وکارهایی که نیاز به ذخیره‌سازی داده‌های عظیم با قابلیت دسترسی بالا دارند، طراحی شده‌اند. Ultrastar به دلیل داشتن قابلیت اطمینان و دوام بالا، انتخاب مناسبی برای کاربردهای حساس و حیاتی محسوب می‌شود.

## ساختار شرکت
وسترن دیجیتال کپیتال بازوی سرمایه‌گذاری وسترن دیجیتال است. این شرکت به شرکت‌های فناوری داده مانند Elastifile و Avere Systems نیز کمک مالی کرده است.

## رقبا
از رقبای آن می‌توان به شرکت‌های مدیریت و ذخیره‌سازی داده سیگیت و میکرون تکنولوژی اشاره کرد.